# Hoda Khamosh
Hoda Khamosh, née en 1996, est une journaliste et une poète afghane, mais aussi une  défenseuse des droits des femmes.

## Biographie
Hoda Khamosh est née en 1996 en Iran où ses parents s'étaient réfugiés à la suite de la première arrivée des talibans au pouvoir. Alors qu'elle est encore enfant, sa famille revient en Afghanistan, dans leur province d'origine, le Pawan, au nord de Kaboul.  Elle suit une formation de journaliste,.
Puis elle travaille comme présentatrice en 2015 pour plusieurs chaînes de radio locales, et pour le quotidien Mandegar en tant que journaliste à Kaboul. Elle écrit aussi des poèmes. 
Depuis le retour au pouvoir des talibans en août 2021, elle reste dans le pays et organise des séances d'éducation pour les filles qui ne sont plus acceptées dans les écoles,. Fin 2021, elle figure sur la liste de la BBC des 100 personnalités féminines de l'année dans le monde (100 Women). En 2022, elle est invitée à la conférence d'Oslo le 23 janvier. Elle s'exprime à la tribune en rappelant la disparition de deux militantes féministes, Tamana Zaryab Paryani et Parwana Ibrahimkhel, depuis le 19 janvier,,.